# Hsinbyushin

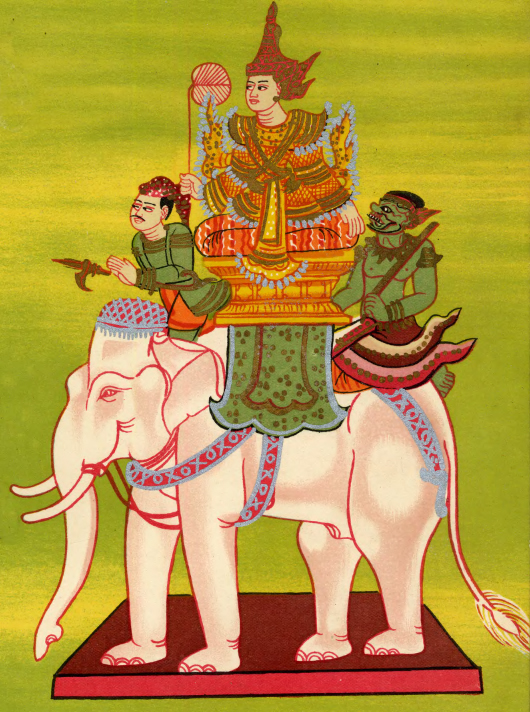
Nat Hsinbyushin auf seinem Kriegselefanten

Hsinbyushin (Birmanisch: ဆင်ဖြူရှင်, [sʰɪ̀ɴ pʰjú ʃɪ̀ɴ]; Thai: พระเจ้ามังระ; * 12. September 1736; † 10. Juni 1776 in Ava) war zwischen 1763 und 1776 Herrscher des Königreichs Ava im heutigen Myanmar aus der Konbaung-Dynastie. Er unterwarf 1767 das siamesische Königreich Ayutthaya und zerstörte dessen Hauptstadt endgültig.

## Leben
Hsinbyushin, der teilweise auch Mongra genannt wurde, war der zweitgeborene Sohn Alaungpayas, des Gründers der Konbaung-Dynastie. Er war zunächst ein erfolgreicher Militärbefehlshaber, ehe er 1760 Anwärter auf den Thron wurde. Drei Jahre später wurde er am 29. November 1763 als Nachfolger seines verstorbenen Bruders Naungdawkyi neuer König von Ava im heutigen Myanmar.
1764 führte er einen Feldzug nach Osten und eroberte zunächst Chiang Mai und Vientiane, ehe er das Flusstal des Mae Nam Chao Phraya besetzte. Nach dem Fall des ein Jahr belagerten Königreichs Ayutthaya und dem Tode von König Ekathat im April 1767 ordnete er die Deportation von Tausenden Kriegsgefangenen nach Ava an. Siamesische Geschichtschroniken führen dazu aus:
„Bayinnaung, der König von Hanthawaddy, führte Krieg wie ein Monarch, aber Hyinbyushin, der König von Ava, wie ein Räuber.“ (‚The King of Hanthawaddy [Bayinnaung] waged war like a monarch, but the King of Awa [Hsinbyushin] like a robber.‘)
Die Kontrolle über Siam war allerdings nur von kurzer Dauer, da General Taksin die Armee Hsinbyushins bald zurückschlagen konnte.
Andererseits führte die Eroberung der Hauptstadt des Reiches Ayutthaya 1767 dazu, dass Hsinbyushin viele Hofmusiker mitbrachte, die siamesische Spielweisen wie zum Beispiel bei der Bogenharfe Saung gauk, dem Nationalinstrument Myanmars, in die myanmarische Musik einführten. Dazu gehörten eine pentatonische Stimmung (belae) und neue Melodien für alte birmanische Lieder, teilweise wurde auch nur der Rhythmus übernommen. Weitere Angriffe auf das von Taksin 1768 gegründete Königreich Thonburi unternahm er nach dieser Niederlage allerdings nicht mehr.
Aufgrund dieser Situation marschierte Hyinbyushin mit seinen Truppen drei Mal für Plünderungen und die Gefangennahme von Sklaven in den Fürstenstaat Manipur ein, den heutigen gleichnamigen indischen Bundesstaat. Als er nach der dritten Invasion die Oberhoheit über Manipur erklärte, konnte er durch Truppen des Königreichs Großbritannien zurückgeschlagen werden.
Der größte Schlag gegen seine Macht folgte aber durch Truppen aus dem Kaiserreich China. Die Aggressivität seiner Truppen im Shan-Staat, Laos und Chiang Mai, der damaligen Hauptstadt des Königreichs Lan Na, brachten den chinesischen Kaiser Qianlong dazu, in der Zeit von 1765 bis 1769 vier Feldzüge, den sogenannten chinesisch-birmanischen Krieg, gegen das Königreich Ava zu führen, die allerdings alle von Hsinbyushin erfolgreich zurückgeschlagen wurden. 1769 kam es daher zur Unterzeichnung eines Friedensvertrages zwischen dem Königreich Ava und dem Kaiserreich China, der zugleich den Handel und diplomatische Beziehungen zwischen beiden Ländern vorsah.
1773 kam es zu einem Aufstand im Süden des Königreichs, den Hsinbyushin allerdings unterdrückte. Unter seiner Herrschaft erreichte 1774 der Bau des Shwedagon, der wichtigste Sakralbau und das religiöse Zentrum Birmas in Rangun, der als Wahrzeichen des ganzen Landes und eine der berühmtesten Stupas der Welt gilt, seine Höhe von 98 Metern.
Nach seinem Tode folgte ihm am 10. Juni 1776 sein Sohn Singu Min als König von Ava. Es folgte eine Phase der Thronfolgestreitigkeiten, da Hsinbyushins Vater Alaungpaya eigentlich testamentarisch bestimmt hatte, dass alle seine legitimen Söhne nacheinander König sein sollten.

## Nachwirkungen
Die Handlung der Eroberung des Königreichs Ayutthaya und insbesondere die Zurückschlagung der Invasoren wurde in dem thailändischen Historienfilm Bang Rajan – Kampf der Verlorenen (2000) des Filmregisseurs Thanit Jitnukun verfilmt.
Hsinbyushin zu Ehren wurde die 2004 für die myanmarische Eisenbahn fertiggestellte Hsinbyushin-Brücke über den Chindwin benannt.